# 丹羽長秀
丹羽長秀（にわながひで）は、戦国時代から安土桃山時代にかけての武将、大名。織田氏の宿老であり、主君・織田信長に従い、天下統一事業に貢献した。朝廷より惟住（これずみ）の姓を賜ったので、惟住長秀ともいう。

## 生涯

### 織田家臣時代
天文4年（1535年）9月20日、丹羽長政の次男として尾張国春日井郡児玉（現在の名古屋市西区）に生まれる。丹羽氏は元々斯波氏の家臣であった。
天文19年（1550年）より、長秀は織田信長に仕えた。
天文22年（1553年）、梅津表の合戦にて19歳で初陣を飾った。
弘治2年（1556年）、稲生の戦いでは信長方に付いた。
永禄3年（1560年）、桶狭間の戦いでは今川義元の攻撃部隊には入っていないものの、従軍はしている。
『信長公記』などから斎藤龍興との美濃国における戦いで台頭したと考えられ、永禄11年（1568年）に足利義昭を奉じて信長が上洛した際、南近江の六角氏征伐で箕作城を攻めるなど武功を挙げた（観音寺城の戦い）。
姉川の戦いの直後から、信長は8ヶ月におよぶ近江佐和山城の包囲を続けていたが、元亀2年（1571年）2月24日に城将の磯野員昌が開城勧告を受けて退城すると、代わって長秀が佐和山城主となった。

### 若狭の支配
天正元年（1573年）8月、越前国や若狭国で勢力を振るっていた朝倉義景討伐に加わった。戦後、義景の母（光徳院）、子の愛王丸を処刑した（「越州軍記」）。
9月、長秀は近江佐和山領に加え若狭一国を与えられ、織田家臣で最初の国持大名となった。若狭国内での当初の大まかな知行宛行は、遠敷郡が長秀、三方郡が粟屋勝久・熊谷伝左衛門、大飯郡が逸見昌経であり、各領主は所領内に独立した支配権を持っていた。
このころの長秀の家臣として溝口秀勝・長束正家・建部寿徳・山田吉蔵・沼田吉延などがおり、与力としては信長直臣となった若狭衆（武田元明・粟屋勝久・逸見昌経・山県秀政・内藤・熊谷等の若狭武田氏および旧臣）が他国への出兵時に長秀の指揮下として軍事編制に加えられた。更に軍事の他に若狭の治安維持や流通統制などの一国単位の取りまとめについても長秀が担っていた。
なお、大飯郡は逸見昌経の死によって、溝口秀勝が長秀家臣から信長直臣に取り立てられ、独立した知行を受けた。本能寺の変に際して若狭では武田元明が明智方について没落したのに対し、粟屋・熊谷・山県・寺西の与力各氏は長秀の支配下に入り、家臣となった。

### 織田家の双璧
長秀はその後も、高屋城の戦い、長篠の戦いや越前一向一揆征伐など、各地を転戦して功を挙げる。さらに長秀は軍事だけではなく、政治面においても優れた手腕を発揮し、安土城普請の総奉行を務めるなど多大な功を挙げている。
天正7年（1579年）、但馬の羽柴秀長とともに、丹波に攻め込み氷上城の波多野宗長に勝利している。
天正9年（1581年）、越中国木舟城主の石黒成綱を信長の命令で近江で誅殺した。越中願海寺城主・寺崎盛永父子も、信長の命令で、長秀が城主をつとめる近江佐和山城で幽閉の後、切腹となった。同年の京都御馬揃えにおいては、一番に入場するという厚遇を与えられている。また天正伊賀の乱にも従軍しており、比自山城の戦いなどで戦っている。
家老の席順としては、筆頭格の佐久間信盛失脚後この位置に繰り上がった柴田勝家に続く二番家老の席次が与えられ、両名は織田家の双璧といわれた。

### 本能寺の変後
天正10年（1582年）6月、三好康長・蜂屋頼隆と共に織田信孝の四国派遣軍（長宗我部征討軍）の副将を命じられる。また、上洛中の徳川家康が大坂方面に向かうにあたり、案内役の長谷川秀一から引き継ぐ形で津田信澄と共に接待役を信長から命じられていた。しかし、出陣直前に本能寺の変が起こると、長秀は信孝を補佐し、逆臣・明智光秀の娘婿にあたる津田信澄を共謀者とみなして殺害した。その後、信孝と共に羽柴秀吉の軍に参戦して山崎の戦いで光秀を討った。
変に際して大坂で四国出陣の準備中だった長秀と信孝は、光秀を討つには最も有利な位置にいたが、信孝と共に岸和田で蜂屋頼隆の接待を受けており、住吉に駐軍していた四国派遣軍とは別行動をとっていた。このため、大将不在の時に本能寺の変の報せが届いたことで四国派遣軍は混乱のうちに四散し、信孝・長秀の動員できる兵力が激減したため、大規模な軍事行動に移ることができなかった。長秀と信孝はやむをえず守りを固めて羽柴軍の到着を待つ形となり、山崎の戦いにおける名目上の大将こそ信孝としたものの、もはやその後の局面は秀吉の主導にまかせるほか無かった。また、本能寺の変の直後には長秀の佐和山城は明智方についた荒木氏綱父子に入城されてしまったが、山崎の戦いの後に回復した。
清洲会議で長秀は池田恒興と共に秀吉が信長の後継者に推す信長の嫡孫・三法師を支持。結果として、諸将が秀吉による織田家の事業継続を認める形となった。秀吉と勝家とが天下を争った天正11年（1583年）の賤ヶ岳の戦いでも秀吉を援護した。戦後、若狭国と近江国志賀・高島二郡の代わりに、越前国（敦賀郡・南条郡の一部・大野郡の一部を除く）および加賀国江沼・能美二郡を与えられ、越前国北庄に入部した。石高は約60万石と推定されている。

### 最期
天正13年（1585年）4月16日、長秀は積寸白（寄生虫病）のために死去した。享年51。跡目は嫡男の長重が継いだ。
『秀吉譜』によれば、長秀は平静「積聚」に苦しんでおり、苦痛に勝てず自刃した。火葬の後、灰の中に未だ焦げ尽くさない積聚が出てきた。拳ぐらいの大きさで、形は石亀のよう、くちばしは尖って曲がっていて鳥のようで、刀の痕が背にあった。秀吉が見て言うには、「これは奇な物だ。医家にあるべき物だろう」と、竹田法印に賜ったという。後年、これを読んだ平戸藩主・松浦静山は、この物を見たいと思っていると、寛政6年（1793年）初春、当代の竹田法印の門人で松浦邸に出入りしていた者を通じて、借りることができた。すると、内箱の銘は『秀吉譜』と相違があり、それによれば久しく腹中の病「積虫」を患っていた長秀は、「なんで積虫のために殺されようか」と、短刀を腹に指し、虫を得て死去した。しかし、その虫は死んでおらず、形はすっぽんに似て歩いた。秀吉が侍医に命じて薬を投じたが、日を経てもなお死ななかった。竹田法印定加に命じて方法を考えさせ、法印がひと匙の薬を与えると、ようやく死んだ。秀吉が功を賞してその虫を賜り、代々伝える家宝となったとあった。外箱の銘には、後の世にそれが失われることを恐れ、高祖父竹田法印定堅がその形を模した物を拵えて共に今あると書かれていた（内箱・外箱の銘は、天明7年（1787年）に竹田公豊が書いたものであった）。しかし、静山が借りたときには、本物は別の箱に収められて密封されていたため持って来なかったというので、年月を経て朽ちて壊れてしまい、人に見せることができなくなってしまったのだろうと静山は推測し、模型の模写を遺している。これらによると、石亀に似て鳥のような嘴をもった怪物というのは、寸白の虫（ただし真田虫ではなく蛔虫）と見るのが妥当である。証拠の品を家蔵する竹田譜の記事に信憑性が認められるからである。割腹して二日後に死亡したことから判断して、いわゆる切腹ではなかった。

## 人物

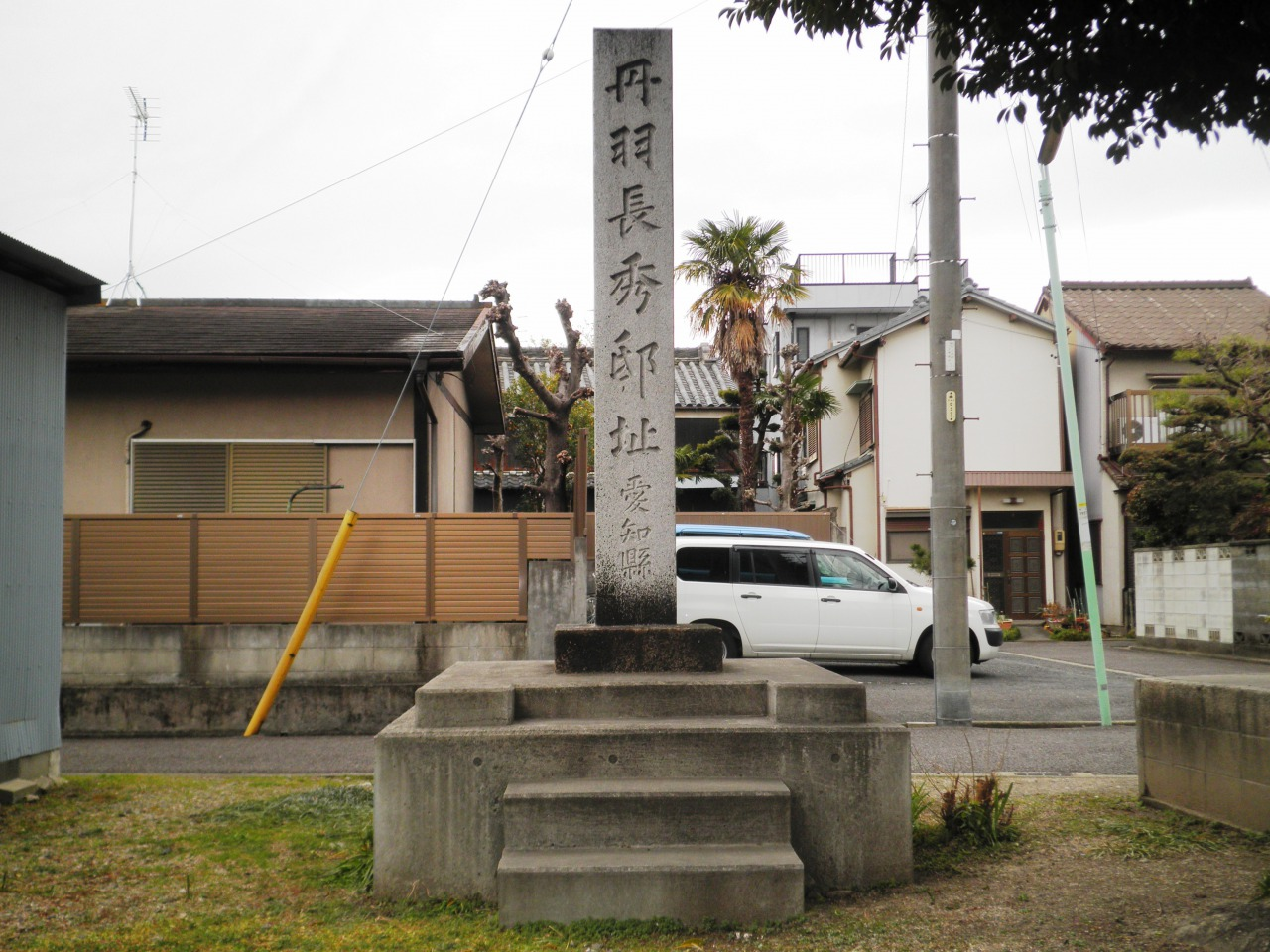
丹羽長秀邸址（愛知県名古屋市西区児玉）

- 丹羽家と織田家は縁戚関係にある。事実長秀は信長の兄・織田信広の娘である桂峯院（信長の姪であり養女でもある）を妻に迎え、嫡男の長重も信長の五女を娶っている。さらに、長秀は信長から「長」の字の偏諱を受け、親しい主従関係であった。2代に渡って信長の姻戚となった例は、他の家臣には一切無いところを見てもわかるように、長秀は信長から「長秀は友であり、兄弟である」と呼ばれるという逸話が残るほど、厚く信頼されていたことがうかがえる。
- 織田家中では「木綿藤吉、米五郎左、掛かれ柴田に、退き佐久間」という風評があった（『翁草』）。木綿（羽柴秀吉）は華美ではないが重宝であるのに対し、米五郎左は長秀を評したもので、非常に器用でどのような任務でもこなし、米のように、上にとっても下にとっても毎日の生活上欠くことのできない存在であるというような意味である[14]。
- 長秀は方面軍司令の地位こそ得られなかったが、安土城の普請奉行などの畿内の行政の仕事をそつなくこなし、各方面の援軍として補給路の確保や現地の戦後処理において活躍をするなど行政と軍事両面で米五郎左の名に恥じない働きを続け、信長の信頼も変わらなかった。
- 清洲会議でも織田家の今後を決める宿老の1人として参加しているが、このころの長秀は決して秀吉と対等な立場ではなく、その勢力差は歴然としていた。それを裏付けるように、山崎の戦いの後に毛利輝元が秀吉の1家臣である蜂須賀正勝と、立場上は織田家の重臣である長秀に送った戦勝祝いは贈答品の内容から、付けられた書状の中身まで一言一句同じもので、他大名からも「秀吉の家臣」という認識があったようである（蜂須賀文書、毛利家四代実録考証）[独自研究?]。
- 天正3年（1575年）7月、信長が家臣達への官位下賜と贈姓を上奏し、羽柴秀吉が筑前守、明智光秀が九州の名族である惟任（これとう）の姓を与えられた。この際、長秀にも同じく九州の名門である惟住（これずみ）の姓が与えられた。しかし、長秀はこれを一度、「拙者は、生涯、五郎左のままで結構」と断っている。
- 長秀は名刀「あざ丸」を所有していたことがあった。しかし、それを手に入れてからというものの長秀は眼病に悩まされるようになった。実はこの刀はかつて熱田神宮の神職でもあった織田方の武将である千秋季光の所有していたものであり、加納口の戦いで千秋が戦死した際に斎藤道三の家臣である陰山一景（掃部助）が「あざ丸」を鹵獲したものの、直後の織田方との戦いで陰山は両目を射抜かれてしまった、といういわくつきの刀剣であった。そこで長秀は周囲の人々の助言に従って熱田神宮へ「あざ丸」を奉納し、以降は眼病に悩まされなくなったという（『信長公記』）。
- 武田家滅亡後、長秀は信長の計らいにより休暇を与えられ、堀秀政、多賀常則とともに草津温泉で湯治したとされる。

## 子孫
長秀の子の生母は、長重と稲葉典通室が正室（深光院）、長正と青山宗勝室と古田重治室が堤教興の姉、高吉と長紹（長次）が杉若無心娘とされている。残りの子は不明だが、長紹と赤田堅室、粟屋勝久室は姓未詳の同母だという（『丹羽家譜』）。
- 長秀の死後、後を継いだ長重は軍律違反があったとして秀吉から領国の大半と、長秀時代の有力家臣まで召し上げられている。これは秀吉による丹羽氏の勢力削減政策であったと言われている。その長重は関ヶ原の戦いで西軍に与して改易されたが、後に古渡藩主となり大名として復活を遂げた。その後の丹羽家は江戸崎藩、棚倉藩、白河藩と転封され、長重の子・光重の代に陸奥二本松藩に転封となり、その後は代々二本松藩主として明治を迎えた。12代目の丹羽長国は男子に恵まれず、複数養子を迎えた中で宇和島伊達家から入った婿養子の長徳の子孫が跡を継いでおり、本家の男系は断絶している。
- 三男の藤堂高吉は、当初羽柴秀吉の弟の秀長の養子[注 4]となったが、のち秀長家臣の藤堂高虎の養子となった。高吉は藤堂氏の分家・名張藤堂家の祖となり、この家系も明治時代を迎えた。
- 四男の蜂屋直政は蜂屋頼隆[注 5]の養子となったが、早世した。
- 六男の長紹（長次）は幕府旗本として1,500石で仕えた。長次ののち長吉（長一？）－長守－長道と続いていたが、本家である二本松藩第3代藩主の丹羽秀延は子に恵まれなかったため、長道の長男を養子とし秀延の妹をその妻とさせた。この養子が第4代藩主・高寛となった。旗本家は次男の長利が相続し、以降も継続した。
- 稲葉典通室を通じて仁孝天皇の先祖に当たるため、その血筋は現在の皇室に繋がっている[注 6]。
- 格闘家の丹羽圭介、プロサッカー選手の丹羽大輝の兄弟は子孫の可能性が指摘されており[15]、特に大輝は末裔を自称するが真偽のほどは不明である[16]。

## 家臣
- 尾張衆：太田牛一、戸田勝成、溝口秀勝、上田重安、上田重氏、青山宗勝、大谷吉秀、大谷元秀、岡田善同、奥山重定、奥山正之、桑山重晴、種橋成章、種橋一章、寺西正勝、寺西是成、 成田道徳、村上頼勝、村上忠勝、山田高定
- 美濃衆：徳山則秀、青木一重、青木重直、太田一吉、揖斐光正、大島光義、大島光成、大島光政、長江景隆
- 近江衆：江口正吉、長束正家、長束直吉、浅見忠実、赤田堅、安養寺高明、猪飼秀貞、国領半兵衛、多賀貞能、建部寿徳、渡辺半左衛門
- 若狭衆：粟屋勝久、熊谷直之、武田元明、逸見昌経、白井政胤
- 越前衆：坂井直政、堤教利、松原直元

## 関連作品

### 小説

#### 長編
- 『丹羽長秀』（菊池道人、1999年）
- 『清須会議』（三谷幸喜、2012年）
- 『うつろ屋軍師』（簑輪諒、2014年）
- 『織田一 丹羽五郎左長秀の記』（佐々木功、2023年）

#### 短編
- 『腹中の敵』（松本清張、1955年）
- 『おのれ筑前、我敗れたり』（南條範夫、1998年）

### 実写映像作品

#### 映画
- 『影武者』（1980年）山下哲夫
- 『火天の城』（2009年）西岡徳馬
- 『清須会議』（2013年）小日向文世
- 『信長協奏曲』（2016年）阪田マサノブ
- 『レジェンド&バタフライ』（2023年）橋本じゅん
- 『首』（2023年）東根作寿英

#### テレビドラマ
- 『織田信長 天下を取ったバカ』（1998年）伊崎充則
- 『太閤記 サルと呼ばれた男』（2003年）高杉亘
- 『国盗り物語』（2005年）二反田雅澄
- 『明智光秀 神に愛されなかった男』（2007年）本田博太郎
- 『寧々 おんな太閤記』（2009年）魁三太郎
- 『戦国疾風伝 二人の軍師』（2011年）成瀬正孝
- 『女信長』（2013年）勝矢
- 『信長協奏曲』（2014年）阪田マサノブ

#### NHK大河ドラマ
- 『太閤記』（1965年）神田隆
- 『天と地と』（1969年）真田健一郎
- 『国盗り物語』（1973年）北村晃一
- 『黄金の日日』（1978年）坂本長利
- 『おんな太閤記』（1981年）小瀬格
- 『徳川家康』（1983年）竜崎勝
- 『信長 KING OF ZIPANGU』（1992年）杉本哲太
- 『秀吉』（1996年）篠田三郎
- 『利家とまつ〜加賀百万石物語〜』（2002年）梅沢富美男
- 『功名が辻』（2005年）名高達男
- 『江〜姫たちの戦国〜』（2011年）江連健司
- 『軍師官兵衛』（2014年）勝野洋
- 『麒麟がくる』（2021年）松田賢二[17]
- 『どうする家康』（2023年）福澤朗

### アニメ
- 『へうげもの』（2011年）佐々木啓夫
- 『信長協奏曲』（2014年）高橋伸也

### ゲーム
- 『決戦Ⅲ』（2004年）高塚正也
- 『戦国大戦』浜田賢二
- 『英傑大戦』浜田賢二